# Działko przeciwlotnicze 1.1" /75
Działko przeciwlotnicze 1.1" /75 – amerykańskie okrętowe działko przeciwlotnicze 1,1 cala (27,9 mm) z okresu II wojny światowej. Broń została zamówiona przez Bureau of Ordnance w 1928 roku, kiedy stwierdzono, że używane dotychczas w roli broni przeciwlotniczej karabiny maszynowe .50 (12,7 mm) nie są wystarczająco efektywne. Prace projektowe rozpoczęto w marcu 1929, a pierwsze testy przeprowadzono w marcu i maju 1931. Zdecydowano wówczas wprowadzić działko do służby na podstawach poczwórnie sprzężonych, co dawało takiej konstrukcji szybkostrzelność porównywalną do pojedynczego karabinu maszynowego 12,7 mm. Szybkostrzelność teoretyczna działka wynosiła ok. 150 strzałów na minutę, praktyczna wynosiła ok. 100 strzałów. Według raportu US Navy z 1934 roku pojedyncze trafienie w dowolną część samolotu miało być wystarczające, aby taki samolot wyłączyć z walki. Zwane często „Pianinami Chicagowskimi”. W 1942 roku marynarka uznała je za nieefektywne i podjęła decyzję o zastąpieniu ich na okrętach działkami 40 mm Boforsa.

## Kierowanie
W pobliżu stanowisk ogniowych tych armat montowano początkowo dalocelowniki Mk-44, które były pierwszymi dalocelownikami automatycznych dział przeciwlotniczych umieszczonymi poza podstawą działa. Były to systemy wyłącznie optyczne, nie posiadające elementów pomagających w wyliczaniu odpowiedniego kąta strzału. Głównym zadaniem dalocelownika Mk-44 było umożliwienie operatorowi pracę z dala od hałasu i dymu, które wytwarzały armaty podczas strzelania, zapewniając przy tym czystą linię celowania. Dalocelownik ten stanowił bazę do dalszych badań nad zdalną kontrolą broni automatycznych i bardzo przyczynił się do szybkiego powstania dalocelowników Mk-51, o bardzo dobrych parametrach jak na owe czasy. Podstawy poczwórnie sprzężonych działek pozwalały im na poruszanie się nie tylko w poziomie i w pionie, ale także na przechylanie się na boki, co było niezwykle użyteczne przy wysokich kątach podniesienia luf.

## Amunicja
Działka były zasilane nabojami w specyficzny sposób – amunicja pobierana była z jednego z dwóch magazynków (załadowany magazynek ważył nieco ponad 15 kg), w czasie kiedy działko strzelało z jednego z nich, amunicyjny mógł zmienić drugi magazynek. Poważną wadą tego pomysłu były magazynki o zbyt małej pojemności oraz bliskie umieszczenie sprzężonych działek – magazynki musiały być zmieniane bardzo często, a dostęp do wewnętrznych działek był bardzo utrudniony.
Działka używały pocisków burzących ze smugaczem, w zależności od wersji masa ładunku wybuchowego, pikrynianu amonu wynosiła pomiędzy 0,034 a 0,037 funta (15–18g), smugacz wypalał się po przeleceniu przez pocisk ok. 3000 jardów (ok. 2750 m).
Pociski używały prostego zapalnika uderzeniowego z bardzo krótkim opóźnieniem, teoretycznie pozwalało to na penetrację kadłuba czy skrzydła samolotu przed eksplozją ładunku wybuchowego. Według oficjalnego raportu z 1934 roku zapalniki były tak czułe, że aktywowało je uderzenie w płótno kadłuba czy skrzydło samolotu, nie posiadały żadnego zabezpieczenia, aktywowały się pod wpływem przyspieszenia pocisku i były na tyle czułe, że pociski czasami przedwcześnie eksplodowały po uderzeniu w krople deszczu czy krople rozpylonej wody morskiej. Innym problemem było to, że mechanizm uzbrajania zapalnika był także zbyt czuły i pocisk mógł zostać uzbrojony pod wpływem gwałtownego wstrząsu spowodowanego np. opuszczeniem magazynka. W takich przypadkach zdarzały się przedwczesne detonacje uzbrojonego pocisku jeszcze w zamku czy w lufie działka.

## Zastosowanie

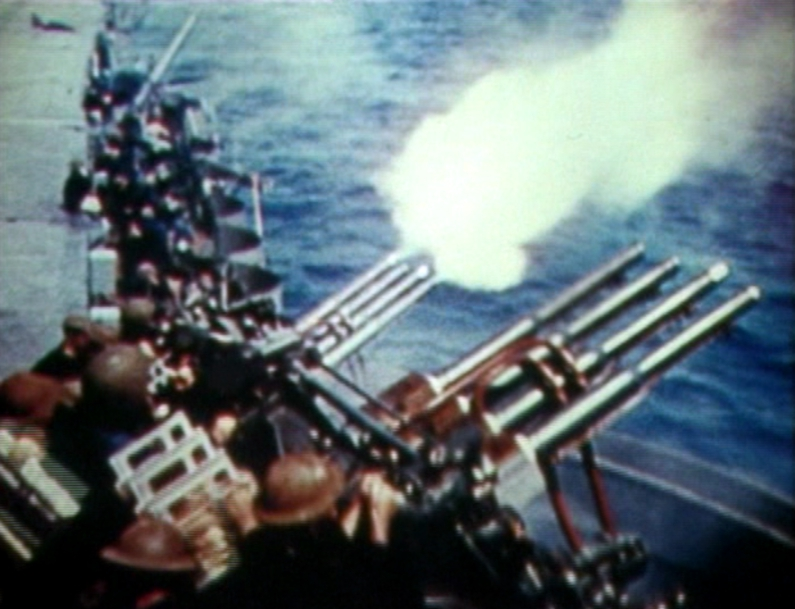
Strzelanie z działka na pokładzie USS Hornet.

Działko zostało wprowadzone do produkcji w 1931 roku i było używane w początkowym okresie II wojny światowej na większości okrętów amerykańskich. W latach 1941–1942 duże okręty zwykle otrzymywały cztery czterolufowe zestawy, natomiast niszczyciele jeden lub dwa. Najliczniej uzbrojony w te działa był USS „Lexington”, który w momencie zatonięcia w 1942 roku był wyposażony w 12 zestawów.

## Wycofanie ze służby
Już po wejściu do służby okazało się, że działko było bardzo zawodne i podatne na zacięcia, a także, że nie jest tak skuteczne, jak sugerowały to początkowe raporty. Do końca wojny było stopniowo zastępowane działkami Oerlikon 20 mm i Bofors 40 mm. W styczniu 1945 armaty te znajdowały się już tylko na pokładach kilku mniejszych jednostek. Wszystkie ocalałe podstawy i działa rozkazano w 1945 roku przeznaczyć na złom, ale niektóre części pozostawiono, ponieważ mogły być użyte w podwójnych armatach Boforsa.

## Ocena
Ocenia się, że głównym mankamentem tych armat była amunicja. Armaty strzelały mało skutecznymi pociskami, wyposażonymi wyłącznie w klasyczne zapalniki kontaktowe. Ponadto magazynki były zbyt małe w stosunku do szybkostrzelności przez co wymagały częstej zmiany. Poważniejszą wadą było bardzo bliskie umieszczenie luf co utrudniało pracę ładowniczym, podejrzewa się, że szeroko rozstawione lufy poczwórnie sprzężonych armat Boforsa 40 mm zaprojektowano właśnie na podstawie doświadczeń z armatą 28 mm.
Mimo to ocenia się, że pod względem właściwości balistycznych były to jedne z najlepszych armat przeciwlotniczych II wojny światowej. Według opinii specjalistów była to typowa broń czasów pokoju – droga, skomplikowana i wymagająca dobrze wyszkolonej obsługi. W momencie, gdy wybuchła wojna i na pokłady okrętów trafiło wielu młodych marynarzy, głównie z poboru, armaty zyskały sobie złą sławę, ponieważ błędy w obsłudze powodowały np. częste ich zacinanie się. Innym powodem wycofania armaty ze służby były koszty produkcji – w momencie, gdy trzeba było wyposażyć wiele budowanych masowo okrętów, Marynarka wybrała tańsze i prostsze technologicznie armaty Oerlikon 20 mm i Bofors 40 mm.

## Dane techniczne
- rok opracowania armaty: 1929
- rok wprowadzenia armaty do służby: 1936
- długość armaty wraz z zamkiem: 3,04 m
- masa armaty bez zamka: 252 kg
- ciśnienie robocze gazów prochowych: 2520 kg/cm²
- długość odrzutu armaty przy wystrzale: 8,25 cm
- prędkość wylotowa pocisku (z nowego działa): 823 m/s (później 792 m/s)
- pojemność każdego magazynka: 8 pocisków
- szybkostrzelność teoretyczna: 150 strzałów na minutę
- szybkostrzelność praktyczna: ok. 100 strzałów na minutę
- masa całkowita poczwórnego stanowiska: 4,688 ts (4,763 t) bez osłony
- kąt ładowania armaty: dowolny
- zakres kątów podniesienia armat: od -15° do +110°
- prędkość podnoszenia armat: 24° na sekundę
- zakres obrotu stanowiska: 360°
- prędkość obrotu stanowiska: 30° na sekundę
- załoga każdego poczwórnego stanowiska: 9 osób
- masa pocisku HE-T Mk-1: 0,416 kg
- masa pocisku HE-T/SD Mk-2: 0,416 kg
  - masa ładunku wybuchowego: 15–18 g
- standardowy ładunek miotający: 0,120 kg

| Zasięg strzału działa                         |        |
| Kąt podniesienia (pocisk HE Mark 1: 0,416 kg) | Zasięg |
| 10 stopni                                     | 4846 m |
| 15 stopni                                     | 5578 m |
| 20 stopni                                     | 6035 m |
| 25 stopni                                     | 6309 m |
| 40,9 stopni                                   | 6767 m |
| ogień przeciwlotniczy                         | 5791 m |